# Eco.mont - Journal on Protected Mountain Areas Research and Management
Eco.mont - Journal on Protected Mountain Areas Research and Management (abbreviato come eco.mont) è una rivista scientifica peer-reviewed in lingua inglese per la ricerca di montagna nelle aree protette. È pubblicata dal 2009 dall'Istituto di Ricerca Interdisciplinare di Montagna (IGF) dell'Accademia austriaca delle scienze.
La periodicità è semestrale; sono pubblicati articoli scientifici su tutti i regioni di montagna del mondo, soprattutto sull'alta montagna. Alcuni esempi sono: l'arco alpino, gli Appennini, la catena dell'Himalaya o la cordigliera delle Ande. Secondo l'Institute for Scientific Information (ISI) l'impact factor di questa rivista nel 2012 è stato di 0,306. La rivista si trova nel Directory of Open Access Journals.

## Indicizzazioni
Il eco.mont – Journal on Protected Mountain Areas Research and Management è indicizzato in:
- SCOPUS di Elsevier
- Web of Science di Thomson Reuters